# And I'll Scratch Yours
Albums de artistes variés
Scratch My Back
(2010)
And I'll Scratch Yours est un album concept de chansons de Peter Gabriel, sorti en septembre 2013. Il devait sortir initialement en 2010, en tant qu'album associé à Scratch My Back, album de reprises. Tous les morceaux sont écrits par Peter Gabriel ; les artistes dont il avait fait des reprises sur l'album Scratch My Back, dont Brian Eno, Lou Reed ou Paul Simon, font à leur tour des reprises de ses morceaux.
L'illustration de couverture est un poil d'ortie, l'illustration arrière est une empreinte digitale.

## Liste des morceaux
1. I Don't Remember, David Byrne 	3:38
2. Come Talk to Me, Bon Iver 	6:20
3. Blood of Eden, Regina Spektor 	4:39
4. Not One of Us, Stephin Merritt 	3:49
5. Shock the Monkey, Joseph Arthur 	5:49
6. Big Time, Randy Newman 	3:29
7. Games Without Frontiers, Arcade Fire 	3:22
8. Mercy Street, Elbow 	5:28
9. Mother of Violence, Brian Eno 	3:00
10. Don't Give Up, Feist feat. Timber Timbre 	5:28
11. Solsbury Hill, Lou Reed	5:24
12. Biko, Paul Simon 	4:19